# Uldis Saulite
Pas d'image ? Cliquez ici

a Compétitions nationales et continentales officielles uniquement.

b Matchs officiels uniquement.
Dernière mise à jour le 21 novembre 2024.
Uldis Saulite, né le 26 septembre 1980, est un joueur letton de rugby à XV qui évolue au poste de deuxième ligne. 

## Biographie
Il débute le rugby à l'âge de 16 ans, à Jelgava. À l'âge de 21 ans, un arbitre letton officiant en Russie lui conseille d'aller passer des tests au sein du Ienisseï-STM, basé à Krasnoïarsk. Son test n'est pas totalement convaincant, et il n'est pas signé en tant que professionnel. Il peut néanmoins rester dans l'hôtel du gérant du club, où il travaille et joue au rugby en tant qu'amateur. Petit à petit, il va se faire une place au sein de l'effectif, tout en jouant pour l'équipe de Lettonie.
En 2010, il est approché par l'Union Bordeaux Bègles, qui recherche un joker médical. Malheureusement pour lui, il doit se faire opérer du dos et ne peut rejoindre la France. Il reste alors avec le Ienisseï-STM, avec qui il va remporter sept titres nationaux. Il va aussi disputer le challenge européen, y jouant 29 matchs (pour 2 essais), affrontant notamment Bordeaux Bègles en 2017-2018.

## Palmarès
- Championnat de Russie de rugby à XV 2002, 2005, 2011, 2012, 2014, 2016, 2017, 2018, 2019, 2021
- Supercoupe de Russie de rugby à XV 2014
- Bouclier continental de rugby à XV, 2016-2017, 2017-2018, 2018-2019
- Coupe de Russie de rugby à XV 2008, 2016, 2017, 2020